# Poljé de Livno
Le poljé de Livno (en bosnien, en croate et en serbe latin : Livanjsko polje) est un poljé situé dans l'ouest de la Bosnie-Herzégovine, dans la municipalité de Livno. Il est considéré comme la plus vaste dépression karstique des Alpes dinariques et comme la plus vaste périodiquement inondée au monde,.
Le poljé, qui fait partie des aires protégées de Bosnie-Herzégovine, est inscrit depuis 2008 sur la liste des sites Ramsar pour la conservation et l'utilisation durable des zones humides. Depuis 2013, il figure aussi, en même temps que le lac de Buško parmi les zones importantes pour la conservation des oiseaux (ZICO).

## Géographie

### Situation
Le poljé de Livno s'étend sur 458,68 km2, mesure 30 km de long sur 6 km de large et s'élève à une altitude moyenne de 720 m.

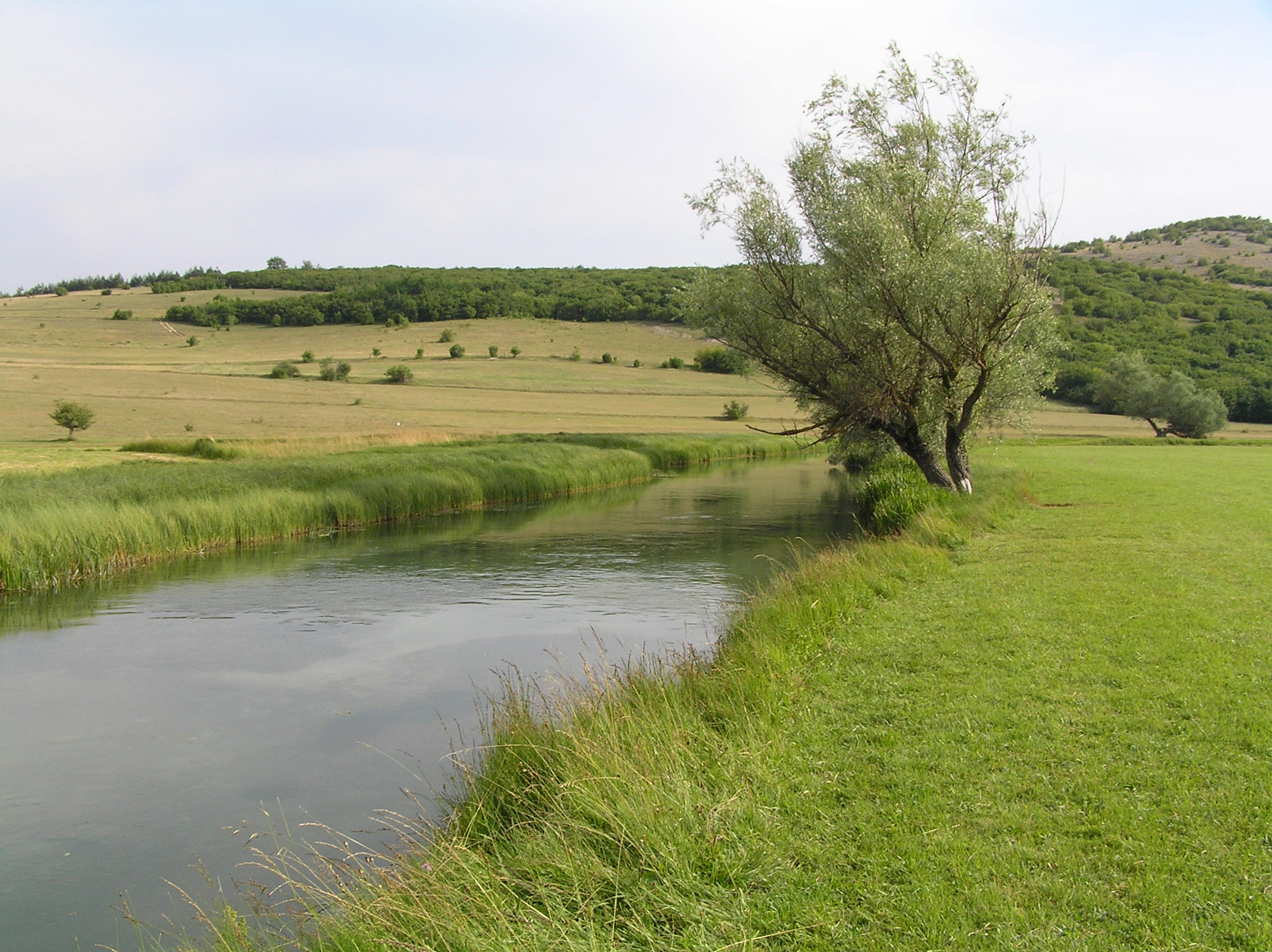
Vue du poljé de Livno, avec la rivière Sturba

Situé au sud-ouest de la Bosnie-Herzégovine, il s'étend entre les montagnes karstiques de la Dinara et de la Kamešnica au sud, le mont Tušnica à l'est, le Cincar et le mont Golija au nord, le Šator et la Staretina à l'ouest. Le lac de Buško (Buško Blato) se trouve au sud-est du poljé et le corridor de Ždralovac, au nord-ouest, le relie au Grahovsko polje, entre les pentes de la Dinara, de la Kamešnica et du Šator.

### Hydrographie

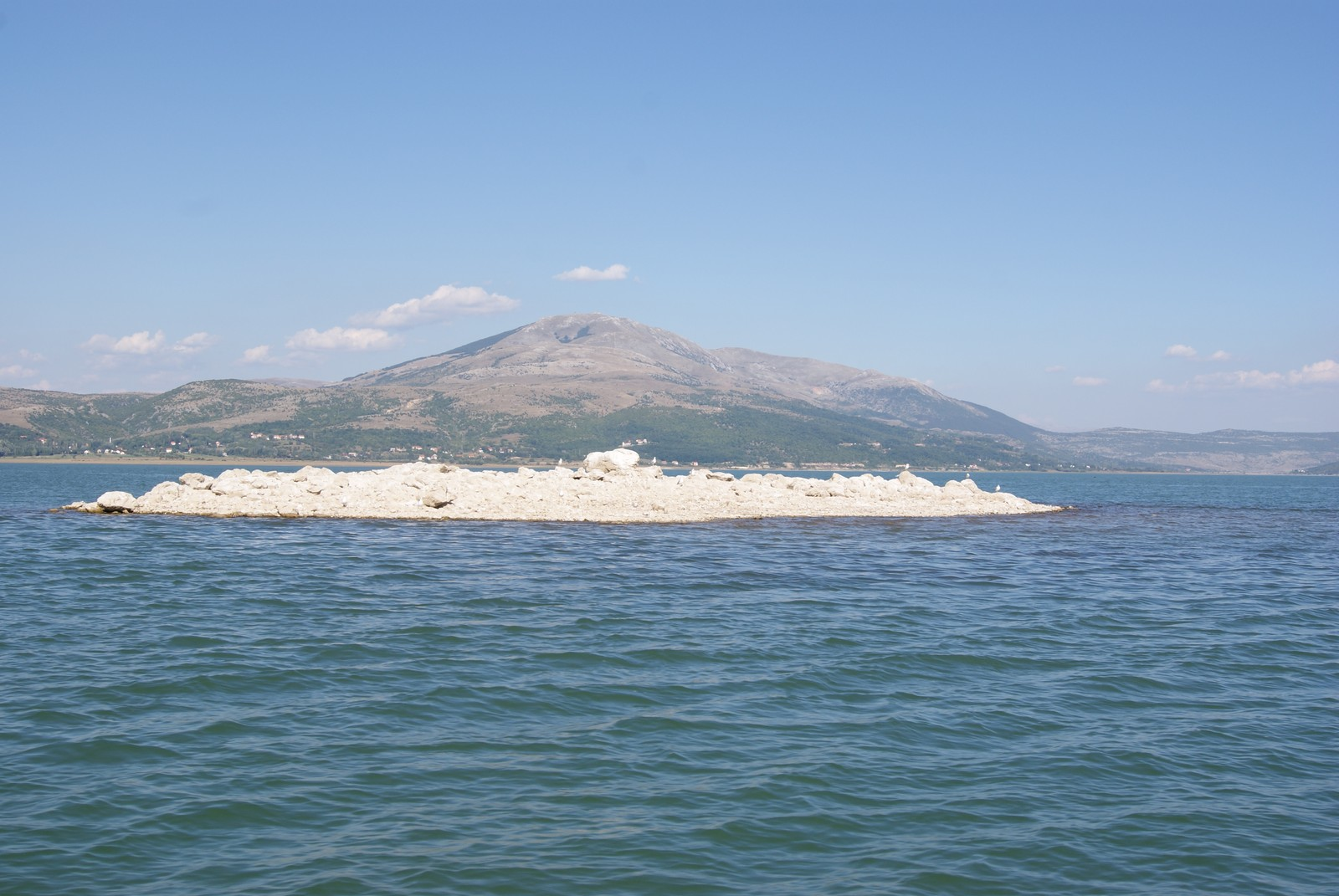
Une île dans le lac de Buško

Les analyses effectuées indiquent qu'au Néogène le poljé de Livno était sous l'eau ; aujourd'hui, il abrite un important réseau d'eaux de surface et d'eaux souterraines : rivières, sources, ponors et lacs. Parmi les lacs du secteur figurent le lac de Buško, un lac de barrage, et le Brežinsko jezero. Parmi les rivières les plus importantes, on peut citer : la Sturba, le Žabljak, la Bistrica, la Brina, la Plovuča, la Jaruga et la Ričina, qui sont riches en poissons et en crabes.

### Climat

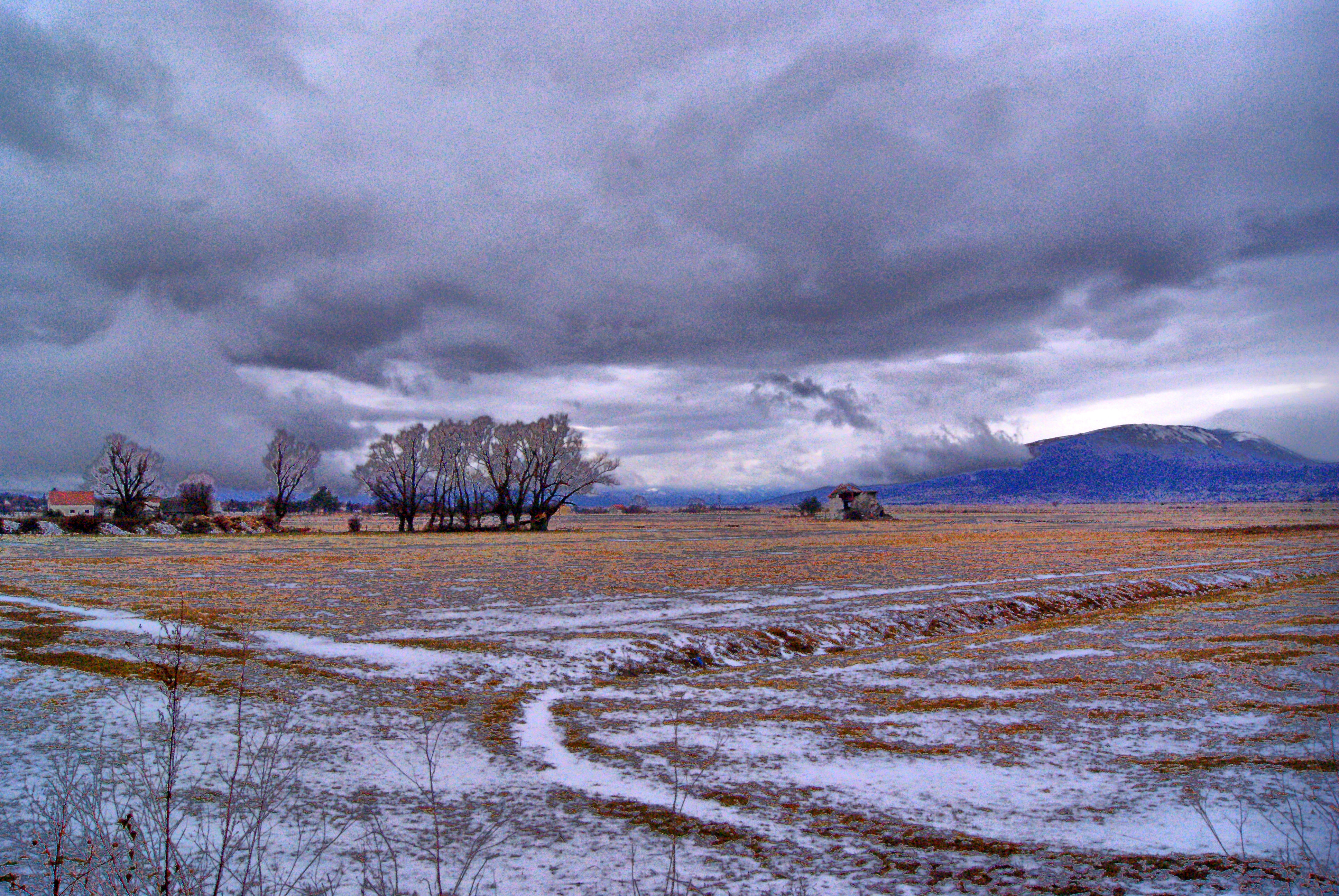
Le poljé de Livno en hiver

Le climat du poljé est mesuré à la station météorologique de Livno située à 724 m d'altitude et qui enregistre des données depuis 1892 (coordonnées 43° 50′ N, 17° 01′ E). La région jouit d'un climat continental tempéré froid, avec une température moyenne annuelle de 9,3 °C ; juillet est le mois le plus chaud de l'année, avec une moyenne de 18,7 °C. Le mois le plus froid est janvier avec une moyenne de −0,2 °C. La moyenne des précipitations annuelles est de 1 123 mm/m2, avec les précipitations mensuelles les plus faibles en juillet et les plus élevées en décembre.
La température maximale enregistrée à la station a été de 37,6 °C les 30 juillet 2005 et 2007 et la température la plus basse a été de −29,6 °C le 11 janvier 1967. Le record de précipitations enregistré en une journée a été de 132 mm en décembre 1959.
| Mois                                 | Janv | Fév  | Mars | Avr  | Mai  | Juin | Juil | Août | Sept | Oct  | Nov | Déc  | Année |
| ------------------------------------ | ---- | ---- | ---- | ---- | ---- | ---- | ---- | ---- | ---- | ---- | --- | ---- | ----- |
| Températures maximales moyennes (°C) | 2,4  | 4,4  | 8,4  | 13,0 | 18,0 | 24,2 | 23,8 | 23   | 19,7 | 13,7 | 8,5 | 4,0  |       |
| Températures moyennes (°C)           | -0,2 | 1,1  | 4,4  | 8,4  | 13,0 | 16,7 | 18,7 | 18,2 | 14,6 | 9,7  | 5,5 | 1,1  | 9,3   |
| Températures minimales moyennes (°C) | -2,8 | -2,1 | 0,4  | 3,9  | 8,1  | 11,6 | 13,2 | 12,7 | 9,5  | 5,8  | 2,5 | -1,0 |       |
| Précipitations moyennes (mm)         | 87   | 92   | 82   | 85   | 79   | 91   | 62   | 64   | 74   | 102  | 150 | 155  | 1123  |

### Faune
Le secteur est un lieu important pour la migration des oiseaux ; parmi les espèces d'oiseaux qui passent ou nichent dans le poljé, on peut citer : le fuligule milouin (Aythya ferina), le harle bièvre (Mergus merganser), la spatule blanche (Platalea leucorodia), le busard cendré (Circus pygargus), le circaète Jean-le-Blanc (Circaetus gallicus), le râle des genêts (Crex crex), la foulque macroule (Fulica atra), la grue cendrée (Grus grus), le petit-duc scops (Otus scops), le hibou grand-duc (Bubo bubo),  la pie-grièche écorcheur (Lanius collurio) et la pie-grièche à poitrine rose (Lanius minor).

## Activités humaines

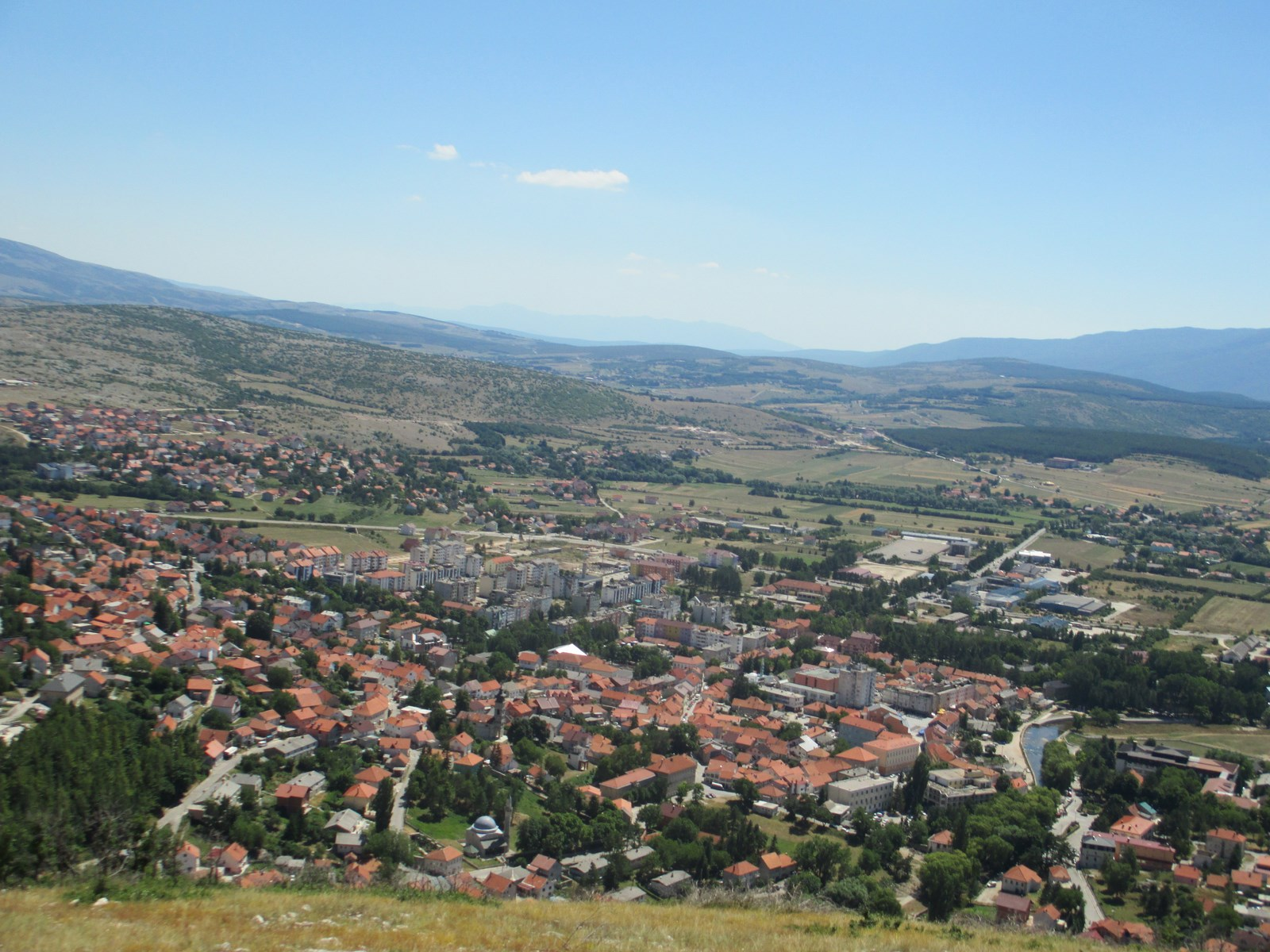
Vue générale de Livno

La ville la plus importe du poljé est Livno, qui lui donne son nom ; en 2013, elle comptait 9 045 habitants. Les villages les plus importants du secteur sont Veliki Guber, Grborezi, Podhum, Prolog, Čuklić, Zabrišće, Bila, Čelebić, Lusnić, Strupnić, Kovačić, Vrbica et Bojmunte.
Le poljé est traditionnellement une zone où l'on élève des vaches et des moutons. Avec le lait, on produit du fromage dont le célèbre fromage de Livno (Livanjski sir). La culture des pommes de terre et des choux est également courante dans le secteur.